# Rachitrema pellati
Rachitrema pellati (лат.) — вид ихтиозавров, окаменелые остатки которого обнаружены в триасовых отложениях Франции. Окаменелости, представляющие собой разрозненные фрагменты костей, собранных в конце XIX века двумя различными коллекционерам, малодиагностичны, поэтому таксон рассматривается как nomen dubium. Единственный вид в составе рода Rachitrema.

## История изучения
R. pellati был описан Sauvage в 1883 году. При первом описании автор классифицировал его как динозавра. Позже Франц Нопча отнёс этот род к Anchisauridae, а Карл Альфред фон Циттель — к Zanclodontidae, либо к Megalosauridae.
Род был отнесён к ихтиозаврам Фридрихом фон Хюне, который сближал его с Shastasaurus. Sauvage, автор оригинального описания, также признал, что Rachitrema не был динозавром, и классификация рода как ихтиозавра, стала общепринятой среди нескольких авторов. McGowan и Motani в работе 2003 без комментариев отнесли Rachitrema к динозаврам. Однако переисследование 2014 года, изучившее материал, легший в основу первого описания, подтверждает принадлежность этого рода к ихтиозаврам: большая часть оригинальных останков относится к ихтиозаврам, а остальные окаменелости не поддаются определению и относятся к неопределённым рептилиям.